# Caledonotrichia illiesi
Caledonotrichia illiesi är en nattsländeart som beskrevs av Sykora 1967. Caledonotrichia illiesi ingår i släktet Caledonotrichia och familjen smånattsländor. Inga underarter finns listade i Catalogue of Life.